# Body-Shape-Index
Der Body Shape Index (BSI), auch a Body Shape Index (ABSI) genannt, ist ein Verfahren zur Bestimmung eines Index zur Bewertung des Körperfettanteiles eines Menschen. Er soll besser als der Body-Mass-Index (BMI) Gesundheitsrisiken prognostizieren, indem er das besonders schädliche Bauchfett mit in die Berechnung einbezieht. Aussagekräftig ist vor allem der ABSI-z-Wert, welcher den eigenen Wert mit den Durchschnittswerten der Bevölkerung (in den USA) vergleicht und so ein über- oder unterdurchschnittliches Risiko ermittelt. Als Krankheiten, die in Verbindung mit erhöhtem Bauchfett stehen, gelten z. B. Herzinfarkt, Bluthochdruck, Schlaganfall und Arteriosklerose. Für Schwangere ist diese Messmethode nicht geeignet. 

## Geschichte
Der Body Shape Index stellt eine Weiterentwicklung des Body-Mass-Index dar und wurde im Juli 2012 von Nir Y. und Jesse C. Krakauer vorgeschlagen. Nir Krakauer ist Assistenzprofessor für Bauingenieurwesen an der New Yorker CCNY Grove School of Engineering. Er und sein Vater, der Arzt Jesse Krakauer haben bereits 2012 eine andere Berechnung, die sie ABSI (A Body Shape Index) nannten, vorgeschlagen. Der ABSI wurde entwickelt, um das Risiko speziell von abdominaler Adipositas zu quantifizieren. Eine Studie von 2014 bestätigt die Annahme der Krakauers, dass ABSI als Prognoseinstrument für das mit Fettleibigkeit verbundene Mortalitätsrisiko geeignet ist.

## Berechnungsmethode
Der Body-Shape-Index wird aus Taillenumfang, Body-Mass-Index und Körpergröße folgendermaßen berechnet:
{\displaystyle BSI={\frac {U}{BMI^{\frac {2}{3}}\cdot l^{\frac {1}{2}}}}=U{\biggl (}{\frac {l^{5}}{m^{4}}}{\biggr )}^{\frac {1}{6}}}
Dabei werden Taillenumfang ({\displaystyle U}) und Körpergröße ({\displaystyle l}) in Metern und Körpergewicht ({\displaystyle m}) in Kilogramm angegeben.
Wenn der BSI über 0,083 liegt, geht man von einem erhöhten Risiko aus, bei einem Wert von 0,091 soll eine Verdopplung des relativen Risikos vorliegen.
Die Einordnung des BSI in Risikoklassen erfolgt mittels des aus dem BSI abgeleiteten ABSI-z Wertes (z-Wert). Der ABSI-z berechnet sich aus der Abweichung des BSI vom BSI-Mittelwert im Verhältnis zur Standardabweichung. Die BSI Mittelwerte und Standardabweichungen sind alters- und geschlechtsabhängig empirisch ermittelt und tabelliert.
Die Berechnung erfolgt gemäß folgender Formel
{\displaystyle ABSIz={\frac {BSI-BSI_{mean}(Alter,Geschlecht)}{BSI_{std}(Alter,Geschlecht)}}}
mit den Indizes {\displaystyle mean}: Mittelwert und {\displaystyle std}: Standardabweichung.

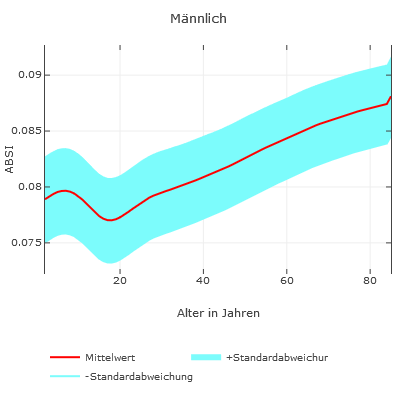

Der ABSI-z erlaubt die Einordnung in folgende Risikogruppen für das gesundheitliche Risiko.
| ABSI-z Wert       | Risiko       |
| ----------------- | ------------ |
| ≤ −0,868          | Sehr gering  |
| ≥ −0,868 – −0,272 | Gering       |
| ≥ −0,272 – +0,229 | Durchschnitt |
| ≥ +0,229 – +0,798 | Hoch         |
| ≥ +0,798          | Sehr hoch    |

### Zugrundeliegende Daten
Das Team um Sohn und Vater Krakauer analysierte Daten von 7011 Erwachsenen über 18 Jahren, die in Großbritannien Mitte der 1980er Jahre (HALS1) erhoben worden und sieben Jahre später im Rahmen einer Folgestudie ein weiteres Mal befragt worden waren (HALS2).
Diese Kohortenstudie wird als weitgehend repräsentativ für die britische Bevölkerung in Bezug auf Region, Beschäftigungsstatus, Herkunft und Alter eingeschätzt. Des Weiteren wurden die Aufzeichnungen des britischen National Health Service bis 2009 einbezogen, um Todesfälle und Krebserkrankungen zu identifizieren: Von den 7011 untersuchten Personen waren 2203 bis zum Jahr 2009 gestorben.